# Ballroom kultura
Ballroom scena (također poznata kao Ballroom zajednica, Ballroom kultura ili samo Ballroom) je afroamerička i latino alternativna LGBTQ+ subkultura koja je nastala u New Yorku. Počevši od kasnog 20. stoljeća, crni i latino drag queen umjetnici i umjetnice počeli su organizirati vlastita natjecanja suprotstavljajući se rasizmu kojeg su iskusili u tada postojećim drag queen natjecanjima ljepote. Iako su sudionici bili rasno integrirani, suci na tim natjecanjima bili su uglavnom bijelci. Dok je početno osnivanje Ballrooma oponašalo ta drag queen natjecanja, uključivanje gay muškaraca i trans žena transformiralo je Ballroom scenu u ono što je danas: mnoštvo kategorija u kojima mogu sudjelovati sve LGBTQ+ osobe. Sudionici "hodaju" ("walkaju") te kategorije za trofeje i novčane nagrade. Većina sudionika u Ballroomu pripada grupama poznatim pod nazivom "kuće", gdje odabrane obitelji prijatelja formiraju zajednice koje nisu povezane s biološkim obiteljima sudionika Ballrooma.

### Značajne kuće
Značajne kuće jesu:
- Kraljevska kuća LaBeija (utemeljila Crystal LaBeija, suosnivačica plesne kulture ; uglavnom ju je vodio Pepper LaBeija 1980-ih i 1990-ih)[4][5][6][7]
- The Gorgeous House of Gucci  (osnivači Gorgeous Jack Mizrahi Gucci, Kelly Mizrahi Gucci, Marlon Mizrahi Gucci i Trace Gucci)
- Kuća Amazona (osnivač Leiomy Maldonado ).[8]
- The House of Aviance (utemeljila majka Juan Aviance )[9]
- Kuća Balenciaga (osnivač Harold Balenciaga)
- Kuća Dupree (utemeljio Paris Dupree ; trenutno  zatvoreno).[10]
- The House of Ebony (osnivači Larry Preylow Ebony i Richard Fears Ebony)
- Kuća Ferré[11] (osnivač Milan Christopher)
- Kuća Garçon (osnivači Whitney i Shannon Garçon)[12]
- Kuća Juicy Couture (osnivač Courtney Balenciaga)
- Kuća Ladosha[13] (osnivači La Fem LaDosha i Cunty Crawford)
- Kuća lateksa
- Kuća Maison Margiela (osnivač Vini Margiela)
- Kuća Mizrahi (osnivač Andre Mizrahi)[14]
- Iconic International House Of Miyake-Mugler (utemeljili osnivač The Iconic Overall David Miyake-Mugler, Raleigh i Julian Mugler)[15]
- Kuća Lanvin (osnivači Meechie i Kenny Lanvin)
- Ikonska međunarodna kuća St. Laurent (utemeljili Octavia St. Laurent, Christopher Hall i Robert Marcomeni 1982.)
- The House of Ninja (osnivač Willi Ninja )[16]
- The House of Xtravaganza (utemeljio Hector Valle, a uglavnom su je vodili Hector Xtravaganza i Angie Xtravaganza 1980-ih)
- Kraljevska kuća Nine Oricci (osnivači Gillette i Omari Mizrahi Oricci)
- The House of West (osnivači James West i Anthony West)
- Kuća Du'Mure Versailles (osnivači Aaliyah Du'Mure Versailles i Scott Alexander Du'Mure Versailles)
- Kuća Balmain (osnivač Rodney Balmain)

### Kategorije
Kategorije su podijeljene po demografiji sudionika. Letci će uvijek reći natjecateljima kako će svaka kategorija biti demografski podijeljena. Ovi demografski podaci su:
- Femme Queens (FQ): trans žene
- Butch Queens (BQ): homoseksualci
- Transmen: trans muškarci
- Dragovi: gay muškarci u drag-u
- Žene: žene cis spola
- Muška figura: kolekcija butch kraljica i trans muškaraca
- Ženska figura: kolekcija ženskih kraljica, dragi i žena
- Otvoreno za sve: zbirka svih demografskih podataka

## Vanjske poveznice
- Paris is Burning – dokumentarac
- Voguing: The Message na YouTubeu (1989) – kratki dokumentarac
- Weems, M. (2008). A History of Festive Homosexuality: 1700–1969 CE. In The Fierce Tribe: Masculine Identity and Performance in the Circuit (pp. 81–100). Logan, Utah: University Press of Colorado. doi:10.2307/j.ctt4cgq6k.14